# Podtynie

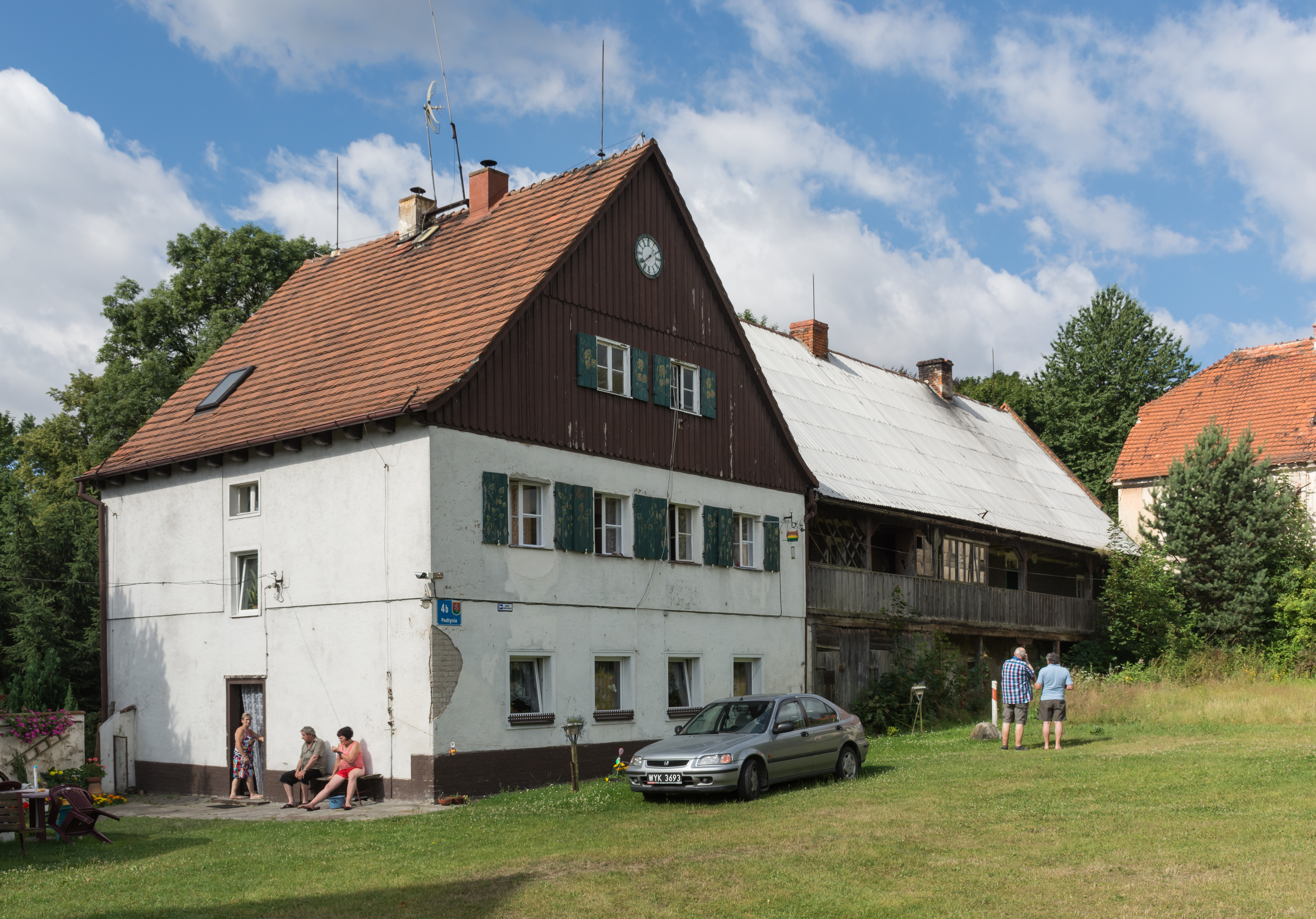
Zabytkowy dom czeladny w Podtyniu

Podtynie (niem. Poditau, 1937-1945 Neissgrund) – wieś w Polsce położona w województwie dolnośląskim, w powiecie kłodzkim, w gminie Kłodzko.

## Położenie
Podtynie to niewielka wieś położona w centralnej części Gór Bardzkich, na lewym brzegu Nysy Kłodzkiej, wzdłuż jej przełomu, na wysokości około 290–300 m n.p.m.

## Toponimia
Nazwa wsi po raz pierwszy występuje w formie Podythyn w 1342 roku. W 1422 jako Poditin.Jest to nazwa bez sufiksu oznaczająca miejsce pod tyniem. Tyń w języku staropolskim oznacza miejsce ogrodzone, warowne. Z czasem nazwa została zgermanizowana na Poditau. W 1937 władze hitlerowskie w celu zniemczenia słowiańsko brzmiących nazw miejscowości zmienili nazwę wsi na Neissgrund "ziemia, teren nad Nysą". Po wojnie przejściowo funkcjonowała nazwa Podytów. Obecną nazwę nadano w 1946 roku.

## Historia
Początki osadnictwa na tym terenie sięgają czasów neolitycznych, o czym świadczy odnaleziona tu kamienna siekierka. Pierwsza wzmianka na temat Podtynia pochodzi z 1342 roku i wymienia jako właściciela Bernarda de Podythyn. W okresie wojny trzydziestoletniej miejscowość znacznie ucierpiała, została niemal w całości zniszczona. W 1788 roku wioska liczyła 110 mieszkańców, wzmiankowano w niej folwark oraz 21 gospodarstw zagrodniczych i chałupniczych. W 1830 roku właścicielem miejscowości był Wilhelm Bendix, znajdowały się tu wtedy: dwór, folwark, browar i 29 domów zamieszkałych przez 179 osób. Po 1945 roku na terenie folwarku działał PGR, a następnie Państwowy Ośrodek Hodowli Zarodowej. Po ich likwidacji budynki zaczęły podupadać, obecnie tylko część folwarku jest zamieszkała, a reszta popada w ruinę. W 1988 roku w miejscowości było 15 gospodarstw rolnych.

Okolice wsi znane są z występowania kamieni ozdobnych, występują tu między innymi opale.

## Zabytki
Według rejestru zabytków Narodowego Instytutu Dziedzictwa na listę zabytków wpisane są obiekty:
- park, powstały po 1870 r.
- zespół folwarczny (nr 4), z XVIII w., przebudowany w XIX w., w skład którego wchodzą
  - dom zarządcy, z 1870 r.
  - dom czeladny, z połowy XIX w.
  - brama